# 阿德里安·杰林斯基
阿德里安·杰林斯基（波蘭語：Adrian Zieliński，1989年3月28日—），生于诺泰奇河畔纳克沃，波兰男子举重运动员。他曾代表波兰参加2012年夏季奥林匹克运动会举重比赛，获得男子85公斤级金牌。